# Episodi di Renegade (prima stagione)
La prima stagione della serie televisiva Renegade, composta da 22 episodi, è stata trasmessa negli Stati Uniti da USA Network dal 19 settembre 1992 al 17 maggio 1993.
In Italia è andata in onda su Italia 1 a partire dal 6 marzo 1994.
| nº | Titolo originale           | Titolo italiano                 | Prima TV USA      | Prima TV Italia |
| -- | -------------------------- | ------------------------------- | ----------------- | --------------- |
| 1  | Renegade                   | I cacciatori di taglie          | 19 settembre 1992 | 6 marzo 1994    |
| 2  | Hunting Accident           | Incidente di caccia             | 26 settembre 1992 | 6 marzo 1994    |
| 3  | Final Judgement            | Sentenza finale                 | 3 ottobre 1992    | 13 marzo 1994   |
| 4  | La Mala Sombra             | Lo squadrone della morte        | 10 ottobre 1992   |                 |
| 5  | Mother Courage             | Madre coraggio                  | 17 ottobre 1992   |                 |
| 6  | Second Chance              | Una seconda possibilità         | 24 ottobre 1992   | 20 marzo 1994   |
| 7  | Eye of the Storm           | Nell'occhio del ciclone         | 31 ottobre 1992   |                 |
| 8  | Payback                    | La vendetta                     | 7 novembre 1992   | 27 marzo 1994   |
| 9  | The Talisman               | Il talismano                    | 14 novembre 1992  | 3 aprile 1994   |
| 10 | Partners                   | Colleghi                        | 21 novembre 1992  |                 |
| 11 | Lyons' Roar                | Il ruggito del leone            | 4 gennaio 1993    | 5 aprile 1994   |
| 12 | Val's Song                 | La canzone di Val               | 11 gennaio 1993   |                 |
| 13 | Give and Take              | Scambio di favori               | 18 gennaio 1993   | 25 luglio 1994  |
| 14 | Samurai                    | Samurai                         | 25 gennaio 1993   |                 |
| 15 | The Two Renos              | La banda di Reno                | 6 febbraio 1993   | 25 luglio 1994  |
| 16 | Billy                      | Sfida infernale                 | 8 febbraio 1993   | 1º agosto 1994  |
| 17 | Headcase                   | Lo spirito indiano              | 15 febbraio 1993  |                 |
| 18 | The Hot Tip                | Una vacanza particolare         | 22 febbraio 1993  |                 |
| 19 | Moody River                | Riabilitazione                  | 26 aprile 1993    |                 |
| 20 | Vanished                   | Vendetta trasversale            | 3 maggio 1993     | 8 agosto 1994   |
| 21 | Fighting Cage (1 e 2 part) | Lotta per la vita (1 e 2 parte) | 10 maggio 1993    | 22 agosto 1994  |
| 22 | Fighting Cage (1 e 2 part) | Lotta per la vita (1 e 2 parte) | 17 maggio 1993    |                 |

## I cacciatori di taglie
- Titolo originale: Renegade
- Diretto da: Ralph Hemecker
- Scritto da: Stephen J. Cannell

### Trama
Reno Raines, un poliziotto della California, dopo aver denunciato alcuni colleghi per vari reati sfugge ad un attentato dove rimane ferita la sua fidanzata. Reno spara a sua volta facendo fuggire il colpevole poi porta la ragazza in ospedale; nel frattempo il tenente Dixon, capo degli agenti corrotti e mandante dell'attentato, uccide il collega Burrell con la pistola di Reno, incolpandolo. Dixon assume il cacciatore di taglie Bobby Six Killer e la sua sorellastra Cheyenne per arrestare Reno, che intende uccidere per paura che faccia anche il suo nome. Reno ha intanto catturato Adams, l'attentatore fuggito, ma viene arrestato anch'esso da Bobby; poco dopo Reno riesce a fuggire ma torna indietro a soccorrere Bobby che è stato ferito dagli amici del criminale. Assieme liberano Cheyenne ed arrestano di nuovo l'attentatore. Per gratitudine Bobby rinuncia alla taglia su Reno e alla fine i due uomini fanno un accordo: diventano soci e lavoreranno insieme. Intanto, Dixon fa uccidere Adams in prigione, prima che possa parlare.

## Incidente di caccia
- Titolo originale: Hunting Accident
- Diretto da: BJ Davis
- Scritto da: Stephen J. Cannell

### Trama
Reno soccorre un uomo che era finito in un lago con la sua macchina. Questo vuole sdebitarsi e invita Reno a cena fuori ma presto si scopre che quell'uomo è un bullo che perseguita e deruba tutti in paese, in particolare una ragazza e suo fratello che lavora come barista, entrambi figli dello sceriffo. Reno lotta col bullo, lo sconfigge e chiama tutti gli abitanti a casa dell'uomo a riprendersi ciò che aveva rubato. Deciso a vendicarsi, il bullo scopre che Vince (così si fa chiamare Reno) è un ricercato e lo fa arrestare. Innamorata di Reno, la ragazza avverte Cheyenne che con un trucco lo fa rilasciare, proprio quando sta arrivando Dixon per ucciderlo. Il bullo però rapisce la ragazza e costringe Reno a farsi picchiare davanti a tutti, finendo per slogargli un braccio. Assieme allo sceriffo Reno scopre dove è tenuta prigioniera la sua amica e la libera, tornando poi a saldare il conto col delinquente. L'uomo viene arrestato, ma il barista esasperato lo uccide. Lo sceriffo dichiara la cosa un incidente e si rifiuta di arrestare sia suo figlio sia Reno, che riparte con la sua moto.

## Sentenza finale
- Titolo originale: Final Judgement
- Diretto da: Ralph Hemecker
- Scritto da: Brian Herskowitz

### Trama
Otto, un criminale finito in prigione ed ora rilasciato, intende vendicare suo fratello che si è suicidato in carcere, uccidendo la donna giudice che l'aveva condannato. Reno arriva per fermarlo (sperando inoltre di poterlo interrogare sull'attentato a sue spese, in quanto Otto era in cella con Adams) e scoperto dove alloggia il giudice, fa di tutto per proteggerla. Il giudice fraintende però le attenzioni di Reno finché questo non la salva dall'aggressione del delinquente; i poliziotti accorsi sul posto arrestano entrambi gli uomini, avendo scoperto che Reno è ricercato. In cella Reno cerca inutilmente di farsi dire dall'uomo chi è il mandante dell'attentato. Intanto Bobby sfonda il muro della cella con un'auto, Reno scappa ma il criminale stranamente no. Ormai in salvo, Reno torna indietro per salvare il giudice, immaginando che Otto non sia fuggito per vendicarsi. Difatti il criminale ha preso in ostaggio la donna, è scappato in macchina ma Reno riesce a raggiungerlo. Durante la sparatoria, il giudice si salva ma l'uomo muore prima che Reno riesca a farlo parlare.

## Lo squadrone della morte
- Titolo originale: La Mala Sombra
- Diretto da: Adam Winkler
- Scritto da: Brad Markowitz

### Trama
Un ex agente di polizia di San Salvador, incarcerato con l'accusa di far parte della "Mala Sombra", un gruppo terrorista, riesce ad evadere e penetra negli Stati Uniti per raggiungere la sua fidanzata. Cheyenne scopre dove si trova e manda Reno a catturarlo: il cacciatore di taglie riesce nell'impresa, ma deve fuggire assieme al suo prigioniero, poiché quest'ultimo è inseguito dai terroristi che vogliono eliminarlo. L'uomo, che si dichiara accusato ingiustamente (avendo scoperto che la "Mala Sombra" è formata da agenti corrotti, vi si era infiltrato per provarlo) salva a sua volta Reno dopo un incidente ma in seguito lo stordisce e scappa. Seguendo le indicazioni di Cheyenne, Reno ritrova il prigioniero in una chiesa ma due criminali della "Mala Sombra" irrompono sul posto, Reno li uccide ma non riesce ad impedire che la fidanzata dell'uomo rimanga ferita nella sparatoria. Dopo una lite, Reno e l'ex agente si alleano per catturare il capo dei terroristi, avendo scoperto che il cappellano della chiesa è loro complice e li ha avvisati. L'uomo può ora provare la sua innocenza, ed è grato a Reno che l'ha aiutato.

## Madre coraggio
- Titolo originale: Mother Courage
- Diretto da: BJ Davis
- Scritto da: Edward Tivnan

### Trama
Reno è in cerca del killer che ha ucciso un ragazzo. La vittima, che lavorava come meccanico, era stato ucciso da un cliente e poiché la polizia non aveva risolto il caso, sua madre ha messo una taglia sull'assassino, mettendosi inoltre a cercarlo in prima persona. Arrivato nel paese, Reno scopre che una banda di motociclisti trasporta droga, con la complicità degli agenti e dello sceriffo che finge di ignorare la situazione, e si fa assumere anch'esso. Durante le indagini, Reno incontra casualmente la madre del giovane e decide di proseguire la caccia insieme a lei. L'assassino scopre però l'identità del nuovo arrivato e catturata la donna, la obbliga a chiamare Reno per attirarlo in trappola ed uccidere poi entrambi. Reno intuisce l'inganno ma non può sparare al criminale che tiene in ostaggio la donna, anzi è costretto a posare il suo fucile; Bobby stordisce però il criminale che viene quindi arrestato. Reno convince lo sceriffo a denunciare il resto della banda che il giorno dopo finisce arrestata, mentre la madre del ragazzo si ricongiunge col marito.

## Una seconda possibilità
- Titolo originale: Second Chance
- Diretto da: R. Marvin
- Scritto da: Kerry Lenhart, John J. Sakmar e Edward Tivnan

### Trama
Delgado, un uomo in galera per truffa, viene scarcerato su cauzione, ma è in seguito sospettato di aver ucciso un suo amico, in realtà eliminato dagli scagnozzi di un boss mafioso. Inseguito sia da Reno che dai criminali, Delgado è catturato da questi ultimi, che lo obbligano a scavarsi la fossa per poi ucciderlo. Salvato da Reno, Delgado confessa di essere effettivamente un truffatore, ma di essere estraneo al delitto; inoltre spiega che il boss lo vuole morto non per il denaro che gli aveva sottratto assieme al suo amico ucciso, ma perché è l'amante della sua donna. Sia Reno che Delgado vengono catturati dagli uomini del boss, che intende uccidere il suo rivale in amore personalmente; la donna del criminale, fingendo di odiare Delgado, dichiara di voler assistere alla sua morte, in realtà libera Reno fornendogli una pistola, così lui, assieme a Bobby e Cheyenne giunti sul posto, arresta il boss ed i suoi aiutanti. Delgado sposa così la sua amante prima di tornare in prigione per truffa.

## Nell'occhio del ciclone
- Titolo originale: Eye of the Storm
- Diretto da: David Schmoeller
- Scritto da: John Lansing e Bruce Cervi

### Trama
Sorpreso da un ciclone, Reno si rifugia in un bar. Il proprietario è terrorizzato poiché tre banditi che hanno un conto in sospeso con lui sono appena evasi: tempo prima la banda aveva già tentato la fuga, ed il barista che era anch'esso carcerato aveva avvisato le guardie, causando la morte di uno dei delinquenti e la cattura degli altri. Difatti, due banditi arrivano nel bar prendendo in ostaggio il barista e Reno, in attesa che il loro capo, fermato a farsi estrarre un proiettile, arrivi a vendicarsi. La situazione si complica con l'arrivo di altre tre persone nel bar, ma Reno dà prova di coraggio difendendo gli ostaggi. Intanto Bobby, seguendo il suo istinto indiano, trova il locale proprio quando il barista e gli altri stanno per essere uccisi. Mentre Reno e Bobby lottano coi criminali, il barista che fino ad allora si considerava un vigliacco insegue il capo della banda e lo uccide in una sparatoria, pur rimanendo ferito.

## Vendetta
- Titolo originale: Payback
- Diretto da: Ralph Hemecker
- Scritto da: John Lansing e Bruce Cervi

### Trama
Due fratelli sono criminali ed uno di loro, Joe, uccide un informatore di Reno picchiando poi gravemente Reno stesso. Soccorso da Bobby, Reno viene ricoverato ed una volta guarito intende vendicarsi. Il cacciatore di taglie si reca alla fattoria in cui vive l'ex moglie di Joe, facendosi assumere come stalliere, con l'intenzione di uccidere il criminale appena ricompaia da quelle parti. Nel frattempo, Reno e la donna si innamorano. In seguito, il fattore scopre il vero obbiettivo di Reno e lo avverte che anch'esso anni prima aveva ucciso un uomo per vendetta, ma da allora è perseguitato dai sensi di colpa. Un altro lavoratore avverte invece Joe che prende in ostaggio Bobby per attirare in trappola Reno ed ucciderlo. Avvertito da Cheyenne, Reno propone a Joe di battersi senza armi e lo sconfigge, ma rischia di finire ucciso dal fratello e dal resto della banda. L'intervento di Bobby, che si è slegato, e del fattore neutralizzano la banda; Reno vorrebbe sparare a Joe, ma si convince invece ad arrestarlo. Ascoltata la storia di Reno, la donna capisce perché la loro relazione non può continuare, e lui riparte.

## Talismano
- Titolo originale: The Talisman
- Diretto da: Mike Marvin
- Scritto da: Karen Harris

### Trama
Reno si imbatte in una ragazzina, Carlene, che è fermamente intenzionata ad uccidere lo stesso criminale a cui lui sta dando la caccia in quel momento. Difatti Carlene è figlia di un agente ucciso da quell'uomo, e convince Reno a prenderla con sé, in quanto conosce bene le abitudini del criminale. Tuttavia la ragazzina non rispetta gli accordi, secondo cui dovrebbe lasciar fare a Reno il lavoro, e rischia di finir investita dal delinquente in fuga; venuto a conoscenza della situazione, Bobby chiama una assistente sociale a cui affida Carlene. La ragazzina fugge e ripresosi la sua pistola, si reca al covo del criminale, venendo però catturata dai suoi complici. Reno e Bobby, che sorvegliavano il covo in attesa di farvi irruzione, si accorgono di ciò e prendono a loro volta uno dei banditi, costringendolo a chiamare fuori gli altri: nella confusione, Carlene riesce a scappare, per poi voler uccidere l'assassino di suo padre dopo che è stato arrestato. Reno la convince a non farlo, e la ragazzina ritorna a vivere da sua zia.

## Colleghi
- Titolo originale: Partners
- Diretto da: James R. Bagdonas
- Scritto da: Gordon Dawson

### Trama
Il tenente Jack, amico ed ex collega di Reno, viene fatto esplodere nella sua auto. Reno giura alla vedova di arrestare l'assassino, ed impara che Jack stava indagando su un boss della droga di nome Ortega, probabile mandante dell'attentato. Un delinquente interrogato da Reno conferma il sospetto, aggiungendo che Ortega ha lasciato gli Stati Uniti, ritirandosi in un villaggio messicano dove fa da padrone e continua a gestire il traffico di droga. Assieme a Bobby che vuole provare la sua nuova moto, Reno arriva nel villaggio, dove scopre che Jack non solo è vivo, ma ora lavora per Ortega. Il boss tuttavia non fa uccidere i due cacciatori di taglie, ma impedisce loro di lasciare il paese, come al resto degli abitanti. Jack spiega a Reno che si sentiva inutile lavorando onestamente, ed aveva inscenato così la sua morte; rifiuta però di fuggire e tornare dalla moglie, poiché si vergogna di quel che è diventato. In seguito, Reno e Bobby organizzano la loro fuga e coinvolgono anche Jack: segue una sparatoria in cui muoiono il boss, parte della banda e lo stesso Jack che, tornato onesto, si para davanti a Reno per proteggerlo. Festeggiati dagli abitanti che distruggono la droga rimasta, i due cacciatori di taglie tornano in California, dove Reno lascia la taglia su Ortega alla vedova di Jack.

## Il ruggito del leone
- Titolo originale: Lyons's Roar
- Diretto da: Anton Marius
- Scritto da: Morgan Gendel

### Trama
Lyons, che era stato tenente di Reno durante la guerra del Vietnam, è diventato drogato ed è stato quindi cacciato dall'esercito, ed ora è ricercato dalla polizia per aver ucciso alcune persone che trafficavano con lui la droga. Reno si sente responsabile dell'accaduto poiché in guerra il tenente era stato ferito da uno sparo diretto a lui. Reno lo aveva salvato portandolo in un ospedale da campo, causandone però la dipendenza alla droga perché qui Lyons era stato curato con forti dosi di morfina. Imparato che Lyons vive isolato in un bosco, Reno cerca di trovarlo, insospettendo però un poliziotto locale che organizza una caccia all'uomo per eliminare i due ricercati. Bobby tenta di avvisare Reno ma finisce catturato da Lyons, che lo lega di fianco a una bomba; Reno riesce ad evitare le trappole del tenente e a liberare Bobby. I due soci salvano anzi Lyons da alcuni trafficanti, ma questo non si fida di Reno e si scontrano di nuovo. Un elicottero della polizia li scopre e spara su di loro, ma Reno spinge via il tenente che rimane solo ferito. Una volta curato e disintossicato dalla droga, Lyons fa quindi pace con Reno.

## La canzone di Val
- Titolo originale: Val's Song
- Diretto da: Adam Winkler
- Scritto da: Stephen J. Cannell

### Trama
Dopo essere rimasta in coma per circa un anno, Val, la fidanzata di Reno, muore in ospedale, ma Dixon fa diffondere la notizia che, al contrario, la ragazza si è ripresa, per poter attirare in trappola Reno. Sospettando un inganno, Reno controlla le cartelle cliniche e scopre la verità, ma una volta in ospedale viene ugualmente arrestato. Dixon chiama quattro agenti corrotti per eliminare il prigioniero, ed uno di essi si incarica di accoltellarlo il giorno seguente. Un carcerato che ha un debito con Reno, poiché gli aveva salvato i tre figli tempo prima, lo avverte ed uccide il poliziotto; Reno scambia allora il suo braccialetto elettronico con quello dell'agente, riuscendo a farsi rilasciare. Una volta libero, Reno è ormai sicuro che Dixon è a capo degli agenti corrotti, ed intende arrestare i tre rimasti per farli testimoniare contro il tenente. I tre fuggono, ma vengono raggiunti da Dixon che li manda fuori strada, uccidendoli. Reno vorrebbe uccidere a sua volta il tenente, ma questo gli fa notare che se lo uccidesse non potrebbe mai dimostrare la sua colpevolezza, poiché i testimoni sono morti. Reno rinuncia ed osserva da lontano il funerale di Val.

## Scambio di favori
- Titolo originale: Give and Take
- Diretto da: R. Marvin
- Scritto da: Michael Pavone e Dave Alan Johnson

### Trama
In una cittadina una donna viene uccisa e lo sceriffo arresta Reno, (presentatosi come Vince) che si trovava lì di passaggio ed è l'unico straniero. Gli abitanti, guidati dal marito della vittima, vorrebbero anzi assaltare la prigione ed uccidere Reno, in pericolo anche perché lo sceriffo ha preso le sue impronte e sta per scoprire la sua identità. Lo sceriffo si accorge tuttavia che Reno è più esperto di lui nelle indagini ed iniziano a lavorare assieme; Reno intuisce che la donna è stata uccisa da un serial killer, ed incarica Cheyenne di cercare casi simili al computer. Il possibile killer viene identificato come un istruttore di fotografia che avrebbe già ucciso altre donne oltre a sua madre e Cheyenne si offre da esca, avvicinando l'assassino che è poi catturato da Reno. Lo sceriffo, che tramite le impronte ha scoperto che Reno è ricercato, si rifiuta però di arrestarlo in quanto l'ha aiutato e lo lascia partire.

## Samurai
- Titolo originale: Samurai
- Diretto da: Terrence O'Hara
- Scritto da: Shel Willens

### Trama
Un ricercato di cui Reno sta seguendo le tracce non solo riesce a sfuggirgli, ma rapisce anche una ragazzina giapponese, che si rivela essere figlia di un banchiere. Quest'ultimo incarica il capo delle sue guardie del corpo, oltre che Reno e Bobby, di ritrovare sua figlia. I tre scoprono che la ragazzina è stata rapita per conto del "Dragone", un mafioso giapponese che poi chiede un grosso ricatto pretendendo che sia la guardia a portarglielo; Bobby sospetta che il "Dragone" e la guardia siano in realtà alleati, ma Reno intuisce la verità: la guardia era anch'esso un mafioso anni prima, ma aveva cambiato vita, diventando onesto dopo essersi finto morto ed aver lasciato il Giappone. Scoperto ciò, il "Dragone" intende ucciderlo per il suo tradimento. Alla consegna del riscatto, la guardia ed il "Dragone" si affrontano, mentre Reno e Bobby lottano con la banda e Cheyenne libera la ragazzina. La guardia sta per essere uccisa nello scontro, ma Reno la salva, dopo aver sconfitto il criminale a cui dava la caccia. Riavuta sua figlia, il banchiere festeggia lasciando una grossa somma ai cacciatori di taglie.

## La banda di Reno
- Titolo originale: The Two Renos
- Diretto da: Adam Winkler
- Scritto da: Edward Tivnan

### Trama
Un agente alleato di Dixon arresta un criminale che assomiglia molto a Reno. Il tenente rimette allora in libertà il delinquente purché compia rapine con la sua banda spacciandosi per Reno stesso, in modo da aumentare la caccia nei suoi confronti; gli promette inoltre una somma nel caso riesca ad uccidere Reno. Questo decide di catturare il suo sosia e si fa assumere in un bar dove "La banda di Reno" è solita radunarsi; il sosia lo riconosce ma non riesce ad ucciderlo, anzi nella sparatoria muore uno dei suoi complici; i due delinquenti rimasti fuggono prendendo Cheyenne in ostaggio. Il sosia chiede l'aiuto della polizia ed attira Reno in un capannone; giunto sul posto, Reno non può aspettare l'arrivo di Bobby perché uno dei banditi tenta di fare violenza a Cheyenne: Reno tuttavia sconfigge entrambi, mentre Bobby distrae i poliziotti, che poi arrestano il sosia di Reno per aver fallito. Dixon è costretto ad ammettere che Reno è innocente per le rapine di cui era accusato, ma continua ad essere ricercato per l'omicidio di Burrell.

## Sfida infernale
- Titolo originale: Billy
- Diretto da: R. Marvin
- Scritto da: Nicholas Corea (accreditato come Nick Corea)

### Trama
Reno cerca di catturare un ricercato che ha formato una banda assieme ai suoi figli e con l'aiuto di Billy, un giovane rapinatore, arresta appunto i figli del delinquente mentre il capo riesce a fuggire. Reno si allea allora col giovane, che si offre di portarlo nel villaggio in cui si rifugia il delinquente e che è frequentato solo da fuorilegge. Tuttavia, Billy rapina una banca durante il viaggio e Reno prosegue da solo, dopo aver cercato inutilmente di farlo diventare onesto. Nel villaggio Tommy salva Reno dichiarandolo suo amico, ma il delinquente lo ricatta obbligandolo ad ucciderlo, prima di unirsi a lui per far evadere i suoi figli. Tommy spara quindi a Reno, fingendo di ucciderlo; arrivato alla prigione il delinquente è arrestato dallo sceriffo e da Reno, ma in seguito viene fatto evadere assieme ai figli da altri fuorilegge. Imparato ciò, Billy decide spontaneamente di aiutare Reno, che assieme a Bobby, Cheyenne e lo sceriffo è andato ad affrontare la banda. Nella sparatoria Billy uccide il capo della banda, ma rimane ferito anch'esso e muore.

## Lo spirito indiano
- Titolo originale: Headcase
- Diretto da: R. Marvin
- Scritto da: Nicholas Corea (accreditato come Nick Corea)

### Trama
Bobby e Reno arrestano Cortez, un pazzo rapinatore ed assassino, che tuttavia riesce ad evadere qualche mese dopo. Prima di fuggire in Messico con un suo complice, Cortez intende vendicarsi uccidendo i due cacciatori di taglie; Reno e Bobby sono intenzionati a catturarlo nuovamente, ma il delinquente ferisce gravemente Bobby e fugge. Reno si sente in colpa poiché era stato lui a spingere Bobby ad affrontare il caso, anziché lasciarlo alla polizia. Intanto, Reno è raggiunto dalla fidanzata di Cortez, che lo prega di difenderla dal criminale: in realtà Cortez l'ha obbligata ad attirare in trappola Reno per farlo uccidere da due killer. Arrivato sul posto, Reno si salva dall'agguato con l'aiuto di un poliziotto che cerca anch'esso Cortez; il criminale è ucciso da Reno e dalla sua stessa fidanzata, mentre il suo complice viene arrestato. Bobby si risveglia dal coma.

## Una vacanza particolare
- Titolo originale: The Hot Tip
- Diretto da: James Bagdonas
- Scritto da: Larry Mollin

### Trama
Un'attrice, ricercata per l'uccisione del fidanzato, si è rifugiata in Messico; Bobby manda Reno a catturarla. La donna è però sorvegliata a vista dal capo della polizia ed un altro cacciatore di taglie che aveva preceduto Reno finisce ucciso. Reno riesce invece a fuggire con la donna, che si dichiara innocente e vuole raggiungere sua madre negli U.S.A. a costo di essere arrestata. L'attrice spiega di avere le prove che ad uccidere il suo fidanzato, agente della C.I.A, è stato un altro agente, che ora la insegue assieme alla polizia messicana sua alleata. Per non coinvolgere Reno di cui si è innamorata, la donna cerca di passare la frontiera da sola ma finisce catturata, venendo poi salvata da Reno. Passato il confine, la donna può ora dimostrare la sua innocenza alla polizia, a cui Bobby l'ha consegnata.

## Riabilitazione
- Titolo originale: Moody River
- Diretto da: Adam Winkler (accreditato come A. Wilker)
- Scritto da: Larry Mollin

### Trama
Un uomo viene assalito da alcuni teppisti, ma Reno ne cattura uno e mette in fuga gli altri; lo sceriffo ed il procuratore del posto rifiutano però di credere alla testimonianza dell'aggredito poiché è un ex carcerato. L'uomo lavora difatti in una fattoria gestita da ex carcerati e dalle loro famiglie, bersagliati varie volte dai teppisti che hanno distrutto le loro coltivazioni, mettendoli in difficoltà economiche; Reno si ferma allora per proteggerli. Uno dei lavoratori scopre tuttavia che Reno è ricercato e vorrebbe denunciarlo per dividere poi la taglia tra gli altri soci, ma lungo la strada i teppisti lo investono uccidendolo. Reno convince una giornalista a scrivere un articolo sulla corruzione del paese; in seguito lui e Bobby fermano uno dei teppisti, obbligandolo a dire la verità: il procuratore li ha pagati per mandare in rovina la fattoria poiché vuole costruire su di essa una strada. Reno e Bobby si procurano un mandato per arrestare il procuratore, questo cerca fuggire in auto ma gli abitanti informati dalla giornalista gli sbarrano la strada, facendolo così arrestare.

## Vendetta trasversale
- Titolo originale: Vanished
- Diretto da: Terrence O'Hara
- Scritto da: Robert Hamner

### Trama
Harry, viceprocuratore di Bay City oltre che amico di Reno, lo chiama perché ritrovi sua figlia, che è fuggita di casa andando a vivere con un cantante. Harry ha le prove che il giovane fa uso di droga, ma non può arrestarlo perché si tratta di un nuovo tipo di droga che non è ancora classificata come tale. Cheyenne e Reno si fanno assumere nella banda musicale, e Reno cerca di far fuggire la ragazza ma viene lui stesso drogato e lasciato in strada per farlo arrestare. Intanto si scopre che il "fidanzato" della ragazza non l'ha mai amata, ha solo seguito un piano della sua manager, che odia Harry. La donna ha ora in ostaggio sia la figlia di Harry che Cheyenne e vuole obbligare il viceprocuratore a rilasciare suo fratello, arrestato per droga. Reno, nascostosi alla polizia, si ricongiunge a Bobby e Harry ed insieme assaltano la casa della manager, liberano i due ostaggi ed arrestano lei e la banda.

## Lotta per la vita (1)
- Titolo originale: Fighting Cage (1)
- Diretto da: Ralph Hemecker
- Scritto da: Stephen J. Cannell

### Trama
Reno viene chiamato da un uomo il quale assicura che Micht (il fratello di Reno) non è morto anni prima in Cambogia. I due si danno appuntamento; l'uomo viene però ferito da un killer ma riesce a consegnare a Reno una videocassetta in cui si vede suo fratello combattere ed il nome di un colonnello che organizza lotte clandestine. Con l'aiuto di Cheyenne e Bobby, Reno rintraccia il colonnello, ormai in pensione, che gestisce un locale in cui si combatte per scommesse. Reno si offre di sfidare il campione e lo batte, venendo così assunto per altre lotte. Di queste lotte alcune sono però mortali e tutti i lottatori vengono drogati ed interrogati per evitare che vi siano agenti in incognito; scoperta la storia di Reno ed il fatto che Dixon è corrotto, gli organizzatori offrono al tenente una grossa somma per poter lavorare nei pressi di Bay City anziché al confine col Messico. Dixon rifiuta, ma poi cambia idea quando scopre che tra i lottatori c'è anche Reno e che probabilmente sarà ucciso, poiché deve sfidare un campione imbattuto. Reno scopre che il campione è suo fratello, ma deve difendersi dai suoi assalti perché Micht ha perso la memoria.

## Lotta per la vita (2)
- Titolo originale: Fighting Cage (2)
- Diretto da: R. Marvin
- Scritto da: Nicholas Corea (accreditato come Nick Corea)

### Trama
La lotta tra Reno e Micht viene sospesa e rimandata alla sera successiva; Bobby si infiltra alla festa avvertendo Reno e Cheyenne che tornerà il giorno dopo con la polizia. Con fatica Reno riesce a far tornare la memoria al fratello, che rifiuta di combattere ancora con lui. Gli organizzatori rapiscono allora la moglie di Micht per obbligarlo a lottare, e minacciano sia Reno che Cheyenne di uccidere l'altro in caso di rifiuto. Al momento della lotta arriva la polizia e nella confusione i capi della banda riescono a salire su un elicottero. Reno, Micht e Bobby mitragliano però l'elicottero facendolo precipitare; lo stesso Dixon che si trovava alla festa partecipa agli arresti per salvare le apparenze. Micht vorrebbe restare negli Usa per stare vicino al fratello, ma Reno lo convince a tornare da suo figlio in Cambogia, assieme alla moglie.